# Ermita de San Roque de Canet (Castellón de la Plana)
La Eermita de San Roque de Canet', ubicada en Camino de los Molinos, cerca del Camí Vell de Canet, en Castellón de la Plana, en la comarca de la Plana Alta, es un conjunto catalogado, de manera genérica, como Bien de Relevancia Local, según la Disposición Adicional Quinta de la Ley 5/2007, de 9 de febrero, de la Generalitat, de modificación de la Ley 4/1998, de 11 de junio, del Patrimonio Cultural Valenciano (DOCV Núm. 5.449 / 13/02/2007), con código: 12.05.040-027.

## Historia
Durante el siglo XVII y más concretamente en los años 1647 y 1648 Castellón de la Plana padeció sendas epidemias de peste, esto llevó a los habitantes de la zona erigir una ermita en señal de agradecimiento por la protección recibida durante las mismas, y así se inician en el año 1652 las obras para la construcción de un templo dedicado a San Roque. Otra ermita, más cerca al núcleo poblacional se erigió también por estas fechas, la conocida como la ermita de San Roque del Pla, situada en lo que en la actualidad es la plaza de Teodoro Izquierdo. Se ubicó en esta zona ya que se utilizó para su construcción la ubicación de la conocida como “Casa Blanca”, un hospital de apestados y cementerio, localizados junto al actual Estadio Castalia. Esta última ermita desapareció en 1847 como consecuencia de su lamentable estado tras los combates sufridos en la zona durante las guerras carlistas, pese a que había sido totalmente restaurada en 1713.
Las obras de arte de su interior, consistentes fundamentalmente en un retablo de madera en el altar mayor, obra de Lázaro Catani, datada del 1681 y encargada por los Jurados castellonenses, y en la que destaca una pintura central atribuida a Ribalta (aunque los últimos estudios la relacionan con el pintor Urbano Fos), fueron llevadas a otras ubicaciones, como el mismo Ayuntamiento.
Por su parte, la ermita de San Roque de Canet, llamada así por estar ubicada en la partida del mismo nombre, utilizando parte de las instalaciones de una alquería de aquella época, razón por la cual su aspecto es más parecido a una casa de labranza que a una ermita.
Se inició la construcción, de la ermita de San Roque del Pla, a principios de la década de los años 50 del siglo XVII, pero una nueva epidemia de peste paralizó las obras de modo que no se concluyó hasta 1658. Las obras estaban bajo la dirección de Pedro Vilallave.
Mientras, la ermita de San Roque de Canet no se inicia hasta 1652, y como hemos señalado, más que una construcción de nueva planta, se procede a habilitar una alquería existente en la zona.

## Descripción
El único signo externo que puede distinguir esta ermita de una típica casa de labranza es la presencia de una espadaña de ladrillo sobre el alero, pese a no tener campana en su hueco.
Se trata de un edificio de planta rectangular y dos plantas, que tiene una capilla en su lateral derecho, a la que se accede por una puerta de madera en forma de arco de medio punto que se encuentra precedida por un porche con cubierta de una sola agua y rematada con tejas, y un poyo corrido. La casa del ermitaño u hospedería tiene acceso independiente y puede observarse una ventana abalconada. En un lateral del edificio se abre una puerta de acceso a la altura de la segunda planta, a la que se llega por una escalera metálica adosada al muro, sobre la que destaca un reloj de sol de azulejos cerámicos.
Interiormente posee nave única de un solo tramo y techumbre plana. Como tesoros de la ermita podemos destacar un cáliz barroco, que se presume es de la época de la fundación del templo, así como un retablo-relicario del siglo XVII, que se encuentran depositados en el Museo de la Concatedral de Castellón de la Plana.

## Fiesta
El edificio es muy poco utilizado, pero, adquiere protagonismo durante las fiestas de la Magdalena, ya que es parada intermedia en la conocida Romería de las Cañas, tanto en el día de ida como en la conocida como “Tornà”. Las fiestas tienen lugar el tercer domingo de Quaresma, y durante la misna se procede al almuerzo de los romeros camino de la ermita de la Magdalena.
També la ermita celebra sus propias fiestas el último domingo de septiembre, organizando las fiestas la “Colla Pixaví”, responsable del mantenimiento de la ermita, con Juegos Tradicionales, Conciertos, Canto de Gozos y Misa entre los diferentes actos que se llevan a acbo.